# Heterotropus gussakovsiji
Heterotropus gussakovsiji är en tvåvingeart som beskrevs av Paramonov 1929. Heterotropus gussakovsiji ingår i släktet Heterotropus och familjen svävflugor. Inga underarter finns listade i Catalogue of Life.